# Farburger
A Farburger (eredeti címén: Ass Burgers) a South Park című amerikai animációs sorozat 217. része (a 15. évad 8. epizódja). Elsőként 2011. október 5-én sugározták az Egyesült Államokban a Comedy Central műsorán. Magyarországon 2012. január 31-én szintén a Comedy Central mutatta be.
Az epizódban folytatódik az "Öregszünk" cselekménye, amelyben is Stan cinizmusát tévedésből az oltások okozta Asperger-szindrómával hoznak összefüggésbe. Cartman félrehallja a diagnózist, és ennek hatására saját hamburgerest nyit, amelynek titkos összetevőjét csak ő ismeri.
Trey Parker és Matt Stone úgy vélték, az előző epizód befejezése túlságosan drámai irányba vitte el a sorozatot, hanyagolva a komédiát. A Farburger koncepcióját már régóta tervezték megvalósítani, de maga a félrehallás alapját képező Asperger-szindróma csak ekkor került be annyira a köztudatba, hogy érthető legyen a poén.

## Cselekmény
Az előző epizód folytatásaként Stan megpróbál alkalmazkodni szülei válásához, ám a sok felgyülemlő frusztráció egyszercsak kitör belőle az osztályteremben. Depresszióját tévedésből Asperger-szindrómaként diagnosztizálják, és mivel az előző évben oltást kapott, ezzel hozzák összefüggésbe. Mikor az oltásokról beszélgetnek, Kyle felhozza a "Farburger" nevű betegséget Cartmannek, aki később elhiszi, hogy létezik is ilyen (valójában az Aspergert hallotta félre mindkettejük). Stant elküldik egy aspergereseknek berendezett terápiás központba, ahol az orvos bemutatja a hozzá hasonló pácienseknek. Amikor azonban sokszemközt maradnak, az orvos felfedi álcáját: igazából nemcsak hogy egyikük sem aspergeres vagy épp orvos, de a betegség létezésében sem hisznek. Stan rájön, hogy ezek az emberek mind önjelölt cinikus szabadságharcosok, akik úgy vélik, az egész világ egy merő székletté változott, ám ezt valamiféle természetfeletti erő (amit mindig más néven neveznek meg, mert "igazából tökmindegy") eltakarja az emberek elől. Vezérük, aki a Mátrix című film Morpheusának paródiája, egy üveg Jameson whiskeyt ad Stannek, közölve, hogy ez az ellenszérum, amivel vissza tud kerülni az illúziók világába. Stan megissza, lerészegedik, és egyből vidámabb lesz, a Jack és Jill-t is nevetve nézi végig. Ebben az állapotában egyszerre közli Kyle-lal, hogy szereti, és hogy "baszódjon meg".
Ezalatt Cartman, aki hisz abban, hogy létezik a Farburger nevű betegség, ezt próbál színlelni az iskolanővérnél, méghozzá úgy, hogy frissen sütött hamburgereket csempész az alsónadrágjába (azt állítva, hogy azok ott nőttek ki). A nővér felfedezi a turpisságot, így dühöngeni kezd, mert hiába sütött burgereket. Kyle azonban, anélkül, hogy tudná, azok hol jártak, megkóstol egyet, és nagyon ízletesnek találja. Cartman ennek hatására megnyitja Kyle-lal a Cartman Burgert, ahol a titkos ízfokozó az lesz, hogy a burgereket az alsójába teszi és rájuk szellent. A hatalmas siker miatt a nagy gyorsétteremláncok vezetői elhatározzák, hogy leszámolnak velük. Úgy vélik, hogy attól olyan jó a Cartman Burger, hogy a titkos összetevőjükben az ő termékeiknek az esszenciája szerepel, amit aztán gáznemű állapotban juttatnak a burgerekbe. Gyűlésük közben megérkezik a tökrészeg Stan, aki rögtön el is ájul. Megkötözik őt és elkezdik faggatni a titkos összetevőről. Stan azt állítja, hogy semmit nem tud a dologról, ám a fejeseknél van egy fotó Kyle-ról, akiről tudják, hogy a legjobb barátja. Ezért megfenyegetik, hogy szedje ki belőle, különben megölik. Kyle elárulja, hogy csak Cartman tudja a titkot. Az éttermesek rájuk törnek, és már majdnem leleplezik Cartmant, amikor megérkeznek a részeg szabadságharcosok, és szétlőnek mindenkit.
Ezután közlik Stannel, hogy most meg kell ölnie a kacsaelnököt, amit ő visszautasít, és nem kér több whiskeyt sem. Közli, hogy nem akarja, hogy minden olyan legyen, mint régen volt, és nem baj, ha változnak a dolgok. Bocsánatot kér Kyle-tól, majd mond egy szívhez szóló monológot arról, hogy készen áll az új dolgokra az életben és nagyon izgatott. Csakhogy ekkor megjelenik Randy, és közli, hogy újra összejöttek Sharonnal, mert úgy vélik, hogy ha az ember öregszik is, az a legjobb ha megtartja, amije van. Ismét a Fleetwood Mac "Landslide" című dalára ér véget az epizód, csak most egy fordított helyzetben: minden visszaáll a régibe. Cartman titkos összetevője lelepleződik, a kacsaelnök helyére újra Barack Obama ül, Stan pedig újra összejön Wendyvel. Mégis ugyanolyan depressziósnak tűnik, mint korábban. Másnap reggel a barátai moziba hívják, amit ő rezignáltan vesz tudomásul, de előtte iszik egy korty whiskey-t.

## Az epizód háttere
Ez a rész volt a 15. évad második felének első epizódja. Mivel nem sokkal előtte mutatták be a "The Book of Mormon" című musicaljüket, amiért kilenc Tony-díjat kaptak, Parker és Stone meg akarták mutatni, hogy ettől még a South Park nem lesz érettebb, és ezért mutatták be ezt az egyébként régóta tervezett epizódot.
Az előző rész befejezése felvázolta a kereteket: Stan 10 éves lett, és mindent egy cinikus szűrőn keresztül kezdett el látni a világban. Ráadásul a szülei is elváltak. Az epizód negatív felhangú befejezése miatt a cselekmény nyitott maradt, és a kezdő képsorok is egyfajta tanácstalanságot jelképeznek azzal kapcsolatban, hogy hová akar kifutni a történet. Az eredeti terv az lett volna, hogy Stan szülei maradnak elváltak, amiről letettek, mert ez azzal járt volna, hogy Randy, az egyik kedvenc karakterük kevesebb teret kapott volna. A másik ötletük az volt, hogy az évad hátralévő részében Stan megpróbálta volna valahogy összehozni a szüleit, epizódról epizódra. Ezt azért vetették el, mert akkor jóval nagyobb hangsúlyt kapott volna a dráma, mint a komédia. Mivel egyszerűen nem tudtak mit kitalálni, ezért maradt a legkézenfekvőbb dolog: hogy mindent visszaállítanak úgy, ahogy volt. Azonban ez a visszaállás is szomorú hangvételűként lett ábrázolva, és ismét a "Landslide" szól alatta. Stone szerint bár nem volt más választásuk, neki nem tetszett ez a helyreállítás, mert így az "Öregszünk" epizód veszített a súlyából - szerinte ott lett volna a legjobb befejezni az epizódot, ahol Stan elmondja a monológot arról, hogy nem baj, ha változnak a dolgok.

## Fordítás
- Ez a szócikk részben vagy egészben  az   Ass Burgers című angol Wikipédia-szócikk ezen változatának fordításán alapul.  Az eredeti cikk szerkesztőit annak laptörténete sorolja fel. Ez a jelzés csupán a megfogalmazás eredetét és a szerzői jogokat jelzi, nem szolgál a cikkben szereplő információk forrásmegjelöléseként.